# Habla de El Rebollar
El habla de El Rebollar (palra d'El Rebollal) es una variedad dialectal local de la lengua leonesa, descendiente, a su vez,  del latín, hablada en la comarca de El Rebollar, en el suroeste de la provincia de Salamanca, formada por los municipios de Navasfrías, El Payo, Robleda, Peñaparda y Villasrubias.

## Clasificación lingüística
La palra rebollana se engloba lingüísticamente dentro del leonés oriental, junto al extremeño, el sajambriego o el cántabro, motivo por el cual el Atlas de las lenguas del mundo de la UNESCO engloba a estas hablas dentro del asturleonés. Asimismo, algunos autores la clasifican, dentro del asturleonés oriental, como parte del extremeño.

## Estatus legal
Como parte del dominio lingüístico leonés, la palra d'El Rebollal se encuentra teóricamente protegida por el artículo 5.2 del Estatuto de autonomía de Castilla y León, que señala que "El leonés será objeto de protección específica por parte de las instituciones por su particular valor dentro del patrimonio lingüístico de la Comunidad. Su protección, uso y promoción serán objeto de regulación". Sin embargo, no se ha desarrollado posteriormente la legislación necesaria para poder hacer efectiva esa protección y promoción de la palra por parte de las instituciones autonómicas, hecho que motivó la presentación de una Proposición No de Ley (PNL) en las Cortes autonómicas en mayo de 2010, mediante la que se solicitaba el desarrollo de legislación para hacer efectiva la protección del leonés que recoge el Estatuto, la cual fue presentada precisamente con la lectura de unos versos en la palra d'El Rebollal, siendo aprobada dicha PNL por unanimidad de los procuradores presentes, a pesar de lo cual la Junta de Castilla y León no ha desarrollado posteriormente lo aprobado y exigido por las Cortes en dicha sesión.

## Investigaciones sobre lapalra
El autor más conocido que ha estudiado este dialecto es Ángel Iglesias Ovejero, catedrático de la Universidad de Orleans, que recogió sus investigaciones en dos libros: El habla de El Rebollar. Descripción y El habla de El Rebollar. Léxico. En 2004, José Benito Mateos Pascual publica El corral los mis agüelus, que se considera el primer libro escrito en esta modalidad y donde se incluye la poesía "Jálama", a la postre empleada como primer texto en leonés leído en las Cortes de Castilla y León. En 2021, se publica El Principinu, la edición de El Principito en el habla de El Rebollar, con traducción de este mismo autor.